# Tordylium aegyptiacum
Tordylium aegyptiacum är en flockblommig växtart som först beskrevs av Carl von Linné, och fick sitt nu gällande namn av Jean Louis Marie Poiret. Tordylium aegyptiacum ingår i släktet Tordylium och familjen flockblommiga växter. Utöver nominatformen finns också underarten T. a. palaestinum.